# Kroton Calcio 1987-1988
Questa pagina raccoglie le informazioni riguardanti il Kroton Calcio nelle competizioni ufficiali della stagione 1987-1988.

## Rosa
| N. |                   | Ruolo | Calciatore           |
| -- | ----------------- | ----- | -------------------- |
|    | Italia (bandiera) | P     | Ferraro Antonio Nino |
|    | Italia (bandiera) | C     | Alberto Aita         |
|    | Italia (bandiera) | C     | Costantino Arlotta   |
|    | Italia (bandiera) | D     | Antonio Calabretta   |
|    | Italia (bandiera) | D     | Antonio Caridi       |
|    | Italia (bandiera) | C     | Alessandro Celano    |
|    | Italia (bandiera) | P     | Mario Ciaramitaro    |
|    | Italia (bandiera) | D     | Matteo Colucci       |
|    | Italia (bandiera) | C     | Paolo Crucitti       |
|    | Italia (bandiera) | A     | Franco De Brasi      |

| N. |                   | Ruolo | Calciatore            |
| -- | ----------------- | ----- | --------------------- |
|    | Italia (bandiera) | C     | Carlo Della Volpe     |
|    | Italia (bandiera) | A     | Domenico Gerace       |
|    | Italia (bandiera) | D     | Pietro Infantino      |
|    | Italia (bandiera) | D     | Massimo Mariani       |
|    | Italia (bandiera) | A     | Giuseppe Masellis     |
|    | Italia (bandiera) | A     | Marcello Pitino       |
|    | Italia (bandiera) | D     | Vincenzo Pochilo      |
|    | Italia (bandiera) | C     | Alessandro Renzetti   |
|    | Italia (bandiera) | P     | Salvatore Santarsiero |
|    | Italia (bandiera) | A     | Eugenio Vitelli       |

## Risultati

### Campionato

#### Girone di andata
| 20 settembre 1987 1ª giornata | Kroton | 1 – 0 | Latina |  |

| 27 settembre 1987 2ª giornata | Juventus Stabia | 2 – 0 | Kroton |  |

| 4 ottobre 1987 3ª giornata | Kroton | 4 – 2 | Palermo |  |

| 11 ottobre 1987 4ª giornata | Benevento | 1 – 0 | Kroton |  |

| 18 ottobre 1987 5ª giornata | Kroton | 4 – 0 | Afragolese |  |

| 25 ottobre 1987 6ª giornata | Vigor Lamezia | 0 – 0 | Kroton |  |

| Arbitro: | Rivola (Roma) |

|           |           |  |
| Pitino 7’ | Marcatori |  |

| 8 novembre 1987 8ª giornata | Pro Cisterna | 0 – 0 | Kroton |  |

| 15 novembre 1987 9ª giornata | Kroton | 5 – 1 | Atletico Catania |  |

| 22 novembre 1987 10ª giornata | Ercolanese | 0 – 0 | Kroton |  |

| 29 novembre 1987 11ª giornata | Kroton | 3 – 1 | Trapani |  |

| 6 dicembre 1987 12ª giornata | Giarre | 2 – 1 | Kroton |  |

| 13 dicembre 1987 13ª giornata | Kroton | 1 – 0 | Siracusa |  |

| 20 dicembre 1987 14ª giornata | Sorrento | 0 – 0 | Kroton |  |

| 3 gennaio 1988 15ª giornata | Kroton | 4 – 1 | Valdiano 85 |  |

| 10 gennaio 1988 16ª giornata | Cavese | 1 – 1 | Kroton |  |

| 17 gennaio 1988 17ª giornata | Kroton | 2 – 0 | Turris |  |

#### Girone di ritorno
| 24 gennaio 1988 18ª giornata | Latina | 2 – 2 | Kroton |  |

| 31 gennaio 1988 19ª giornata | Kroton | 1 – 0 | Juventus Stabia |  |

| 7 febbraio 1988 20ª giornata | Palermo | 2 – 0 | Kroton |  |

| 21 febbraio 1988 21ª giornata | Kroton | 3 – 0 | Benevento |  |

| 28 febbraio 1988 22ª giornata | Afragolese | 3 – 0 | Kroton |  |

| 6 marzo 1988 23ª giornata | Kroton | 1 – 1 | Vigor Lamezia |  |

| Arbitro: | Russo (Chieti) |

|                           |           |  |
| Piccinno 8’ D'Isidoro 86’ | Marcatori |  |

| 20 marzo 1988 25ª giornata | Kroton | 0 – 0 | Pro Cisterna |  |

| 2 aprile 1988 26ª giornata | Atletico Catania | 0 – 0 | Kroton |  |

| 10 aprile 1988 27ª giornata | Kroton | 1 – 0 | Ercolanese |  |

| 17 aprile 1988 28ª giornata | Trapani | 2 – 0 | Kroton |  |

| 24 aprile 1988 29ª giornata | Kroton | 2 – 1 | Giarre |  |

| 8 maggio 1988 30ª giornata | Siracusa | 2 – 1 | Kroton |  |

| 15 maggio 1988 31ª giornata | Kroton | 0 – 0 | Sorrento |  |

| 22 maggio 1988 32ª giornata | Valdiano 85 | 1 – 0 | Kroton |  |

| 29 maggio 1988 33ª giornata | Kroton | 0 – 0 | Cavese |  |

| 5 giugno 1988 34ª giornata | Turris | 2 – 0 | Kroton |  |